# Snop (matematika)
U matematici, snop je alat za sistematsko praćenje lokalno definisanih podataka vezanih za otvorene skupove topološkog prostora. Podaci se mogu ograničiti na manje otvorene skupove, a podaci dodeljeni otvorenom skupu su ekvivalentni svim kolekcijama kompatibilnih podataka dodeljenih zbirkama manjih otvorenih skupova koji pokrivaju izvorne. Na primer, takvi podaci mogu se sastojati od prstenova neprekidnih ili glatkih realno vrednosnih funkcija definisanih na svakom otvorenom skupu. Snopovi su po dizajnu prilično opšti i apstraktni objekti, i njihova korektna definicija je prilično tehnička. Oni su različito definisani, na primer, kao snopovi skupova ili snopovi prstenova, zavisno od tipa podataka dodeljenih otvorenim skupovima.
Postoje takođe mape (ili morfizmi) od jednog snopa do drugog; snopovi (specifičnog tipa, poput snopova abelovskih grupa) sa svojim morfizmima na fiksnom topološkom prostoru formiraju kategoriju. S druge strane, svakoj neprekidnoj mapi pridružen je i funktor direktnog imidža, uzimajući snopove i njihove morfizme na domenu u snopove i morfizme na kododenu, i funktor inverznog imidža koji deluje u suprotnom smeru. Ovi funktori i njihove određene varijante su esencijalni delovi teorije snopova.
Zbog svoje opšte prirode i svestranosti, snopovi imaju nekoliko primena u topologiji, a posebno u algebarskoj i diferencijalnoj geometriji. Prvo, geometrijske strukture kao što su diferencijabilne mnogostrukosti ili šeme mogu se izraziti snopom prstenova na prostoru. U takvim je kontekstima nekoliko geometrijskih konstrukcija poput vektorskih svežnjeva ili razdelnika prirodno određeno u obliku snopova. Drugo, snopovi pružaju okvir za vrlo opštu teoriju kohomologije, koja obuhvata i „uobičajene” teorije topološke kohomologije, kao što je singularne kohomologije. Posebno u algebarskoj geometriji i teoriji kompleksnih mnogostrukosti, kohomologija snopova pruža snažnu vezu između topoloških i geometrijskih svojstava prostora. Snopovi takođe daju osnovu za teoriju D-modula koji pružaju aplikacije teoriji diferencijalnih jednačina. Pored toga, generalizacije snopova na opštije postavke od topoloških prostora, poput Grotendikove topologije, pružile su aplikacije za matematičku logiku i teoriju brojeva.

## Pregled
U topologiji, diferencijalnoj geometriji, i algebarskoj geometriji, nekoliko struktura definisanih u topološkom prostoru (e.g., diferencijabilna mnogostrukost) mogu se prirodno lokalizovati ili ograničiti na otvorene podskupe prostora: tipični primeri uključuju kontinuirane funkcije realnih ili kompleksnih vrednosti, n puta diferencijabilnih (realno ili kompleksno vrednosnih) funkcija, ograničenih realno vrednosnih funkcija, vektorskih polja, i sekcija bilo kog vektorskog svežnja u prostoru.
Presnopovi formalizuju situaciju zajedničku za gore navedene primere: presnop (skupova) na topološkom prostoru je struktura koja svakom otvorenom skupu U prostora pridružuje skup F(U) sekcija na U, i za svaki otvoreni skup V uključen u U mapa F(U) → F(V) daje ograničenja sekcije nad U do V. Svaki od gornjih primera definiše presnop uzimajući da su ograničenja mape uobičajena ograničenja funkcija, vektorskih polja i sekcija vektorog snopa. Štaviše, u svakom od ovih primera skupovi sekcija imaju dodatnu algebarsku strukturu: operacije na tačkama ih čine abelovskim grupama, a u primerima realnih i kompleksno vrednosnih funkcija skupovi sekcija imaju čak i prstenastu strukturu. Pored toga, u svakom primeru restrikcije mape su homomorfizmi korespondirajuće algebarske strukture. Ovo zapažanje dovodi do prirodne definicije presnopova sa dodatnom algebarskom strukturom, kao što su predsnopovi grupa, abelovske grupe, prstenova: setovi sekcija moraju imati specifičnu algebarsku strukturu, a ograničenja su potrebna za homomorfizme. Tako, na primer, kontinuirane realno vrednosne funkcije na topološkom prostoru formiraju predsnop prstenova u prostoru.
Za dati presnop, prirodno je postaviti pitanje do koje mere su njegove sekcije nad otvorenim skupom U određene ograničenjima na manjim otvorenim skupovima  otvorenog pokrivača U. Presnop je odvojen ako su njegovi delovi „lokalno određeni”: kad god se dve sekcije nad U podudaraju ako su ograničene na svako od , dva sekcije su identične. Svi gore navedeni primeri presnopova su odvojeni, jer su u svakom slučaju sekcije određene njihovim vrednostima u tačkama datog prostora. Konačno, odvojeni presnop je snop ako se kompatibilne sekcije mogu spojiti zajedno, tj. kad god postoji sekcija presnopa nad svakim od pokrovnih setova , izabrana tako da se oni podudaraju na preklapanjima prekrivnih setova, te sekcije korespondiraju (jedinstvenoj) sekciji na U, čija su oni ograničenja. Lako je proveriti da su svi gore navedeni primeri, osim presnopa ograničenih funkcija, zapravo snopovi: u svim slučajevima kriterijum pripadnosti sekciji presnopa je lokalan u smislu da je dovoljno da se verifikuje u proizvoljnom okruženju svake tačke.
S druge strane, funkcija može biti ograničena na svakom skupu (beskonačnog) otvorenog pokrivača prostora bez ograničavanja na celom prostoru; tako ograničene funkcije pružaju primer (odvojenog) presnopa koji generalno ne postaje snop. Drugi primer presnopa koji ne postaje snop je konstantan presnop koji svakom otvorenom skupu pridružuje isti fiksni skup (ili abelovsku grupu, ili prsten, ...): iz svojstva spajanja snopova proizlazi da je set sekcija na razdvojenoj uniji dva otvorena skupa kartezijanski proizvod setova sekcija nad dva otvorena skupa. Ispravan način da se na topološkom prostoru definiše konstantan snop FA (povezan sa na primer skupom A) je da se zahteva da sekcije na otvorenom skupu U budu kontinuirane mape od U na A opremljene diskretnom topologijom; onda u datom FA(U) = A za povezani U.
Mape između snopova ili presnopova (koje se nazivaju morfizmi) sastoje se od mapa između skupova sekcija preko svakog otvorenog skupa datog prostora, kompatibilnih sa ograničenjima sekcija. Ako se razmatranim presnopovima ili snopovima da dodatna algebarska struktura, te mape se smatraju homomorfizmima. Od posebnog su interesa snopovi sa netrivijalnim endomorfizmima, poput dejstva algebarskog torusa ili grupe Galoa.
Presnopovi i snopovi se tipično označavaju velikim slovima, a F je naročito uobičajeno, verovatno po francuskoj reči snopovi, faisceaux. Upotreba kaligrafskih slova kao što je {\displaystyle {\mathcal {F}}} takođe je uobičajena.

## Literatura
- Godement, Roger (1973), Topologie algébrique et théorie des faisceaux, Paris: Hermann, MR 0345092
- Grothendieck, Alexander (1957), „Sur quelques points d'algèbre homologique”, The Tohoku Mathematical Journal, Second Series, 9: 119—221, ISSN 0040-8735, MR 0102537, doi:10.2748/tmj/1178244839
- Hirzebruch, Friedrich (1995), Topological methods in algebraic geometry, Classics in Mathematics, Berlin, New York: Springer-Verlag, ISBN 978-3-540-58663-0, MR 1335917 (updated edition of a classic using enough sheaf theory to show its power)
- Mac Lane, Saunders; Moerdijk, Ieke (1994), Sheaves in Geometry and Logic: A First Introduction to Topos Theory, Universitext, Berlin, New York: Springer-Verlag, ISBN 978-0-387-97710-2, MR 1300636 (category theory and toposes emphasised)
- Martin, William T.; Chern, Shiing-Shen; Zariski, Oscar (1956), „Scientific report on the Second Summer Institute, several complex variables”, Bulletin of the American Mathematical Society, 62 (2): 79—141, ISSN 0002-9904, MR 0077995, doi:10.1090/S0002-9904-1956-10013-X
- J. Arthur Seebach, Linda A. Seebach & Lynn A. Steen (1970) "What is a Sheaf", American Mathematical Monthly 77:681–703 MR0263073.
- Serre, Jean-Pierre (1955), „Faisceaux algébriques cohérents” (PDF), Annals of Mathematics, Second Series, 61 (2): 197—278, ISSN 0003-486X, JSTOR 1969915, MR 0068874, doi:10.2307/1969915, Архивирано из оригинала (PDF) 17. 07. 2011. г., Приступљено 05. 01. 2020
- Swan, Richard G. (1964), The Theory of Sheaves, University of Chicago Press (concise lecture notes)
- Tennison, Barry R. (1975), Sheaf theory, Cambridge University Press, MR 0404390 (pedagogic treatment)
- Armstrong, M. A. (1983) [1979]. Basic Topology. Undergraduate Texts in Mathematics. Springer. ISBN 978-0-387-90839-7.
- Bredon, Glen E., Topology and Geometry (Graduate Texts in Mathematics), Springer; 1st edition (October 17). 1997.  978-0-387-97926-7..
- Bourbaki, Nicolas; Elements of Mathematics: General Topology, Addison-Wesley (1966).
- Brown, Ronald, Topology and Groupoids, Booksurge. 2006.  978-1-4196-2722-4. (3rd edition of differently titled books)
- Čech, Eduard; Point Sets, Academic Press (1969).
- Fulton, William, Algebraic Topology, (Graduate Texts in Mathematics), Springer; 1st edition (September 5). 1997.  978-0-387-94327-5..
- Gallier, Jean; Xu, Dianna (2013). A Guide to the Classification Theorem for Compact Surfaces. Springer.
- Gauss, Carl Friedrich; General investigations of curved surfaces, 1827.
- Lipschutz, Seymour; Schaum's Outline of General Topology, McGraw-Hill; 1st edition (June 1). 1968.  978-0-07-037988-6..
- Munkres, James; Topology, Prentice Hall; 2nd edition (December 28). 1999.  978-0-13-181629-9..
- Runde, Volker; A Taste of Topology (Universitext), Springer; 1st edition (July 6). 2005.  978-0-387-25790-7..
- Schubert, Horst (1968), Topology, Macdonald Technical & Scientific, ISBN 978-0-356-02077-8
- Steen, Lynn A. and Seebach, J. Arthur Jr.; Counterexamples in Topology, Holt, Rinehart and Winston. 1970.  978-0-03-079485-8..
- Vaidyanathaswamy, R. (1960). Set Topology. Chelsea Publishing Co. ISBN 9780486404561.
- Willard, Stephen (2004). General Topology. Dover Publications. ISBN 978-0-486-43479-7.
- Donaldson, Simon (1983). „An application of gauge theory to four-dimensional topology”. Journal of Differential Geometry. 18 (2): 279—315.
- Hartshorne, Robin (1977). Algebraic Geometry. Springer-Verlag. ISBN 978-0-387-90244-9.
- Hazewinkel Michiel, ур. (2001). „Differentiable manifold”. Encyclopaedia of Mathematics. Springer.  978-1556080104.
- Kervaire, Michel A. (1960). „A manifold which does not admit any differentiable structure”. Commentarii Mathematici Helvetici. 34 (1): 257—270. doi:10.1007/BF02565940..
- Kobayashi, Shoshichi (1972). Transformation groups in differential geometry. Springer.
- Lee, Jeffrey M. (2009), Manifolds and Differential Geometry, Graduate Studies in Mathematics, Vol. 107, Providence: American Mathematical Society .
- Levi-Civita, Tullio (1927). The absolute differential calculus (calculus of tensors).
- Milnor, John (1956). „On Manifolds Homeomorphic to the 7-Sphere”. Annals of Mathematics. 64: 399—405. JSTOR 1969983. doi:10.2307/1969983.
- Ranicki, Andrew (2002). Algebraic and Geometric Surgery. Oxford Mathematical Monographs, Clarendon Press. ISBN 978-0-19-850924-0.
- Ricci-Curbastro, Gregorio; Levi-Civita, Tullio (1901). Die Methoden des absoluten Differentialkalkuls.
- Ricci-Curbastro, Gregorio (1888). „Delle derivazioni covarianti e controvarianti e del loro uso nella analisi applicata (Italian)”.
- Riemann, Bernhard (1867). „Ueber die Hypothesen, welche der Geometrie zu Grunde liegen (On the Hypotheses which lie at the Bases of Geometry)”. Abhandlungen der Königlichen Gesellschaft der Wissenschaften zu Göttingen. 13. Available online at Trinity College Dublin
- Sela, Zlil (1995). „The isomorphism problem for hyperbolic groups. I”. Annals of Mathematics. Annals of Mathematics. 141 (2): 217—283. JSTOR 2118520. doi:10.2307/2118520.
- Sternberg, Shlomo (1964). Lectures on Differential Geometry. Prentice-Hall.
- Weisstein, Eric W. „Smooth Manifold”. Приступљено 2008-03-04.
- Weyl, Hermann (1955). Die Idee der Riemannschen Fläche. Teubner.
- Whitney, Hassler (1936). „Differentiable Manifolds”. Annals of Mathematics. Annals of Mathematics. 37 (3): 645—680. JSTOR 1968482. doi:10.2307/1968482.

## Spoljašnje veze
- „Sheaf”. PlanetMath.